# Truls Möregårdh
Truls Carl Eric Möregårdh (* 16. února 2002) je švédský hráč stolního tenisu. Na Letních olympijských hrách 2024 získal stříbrnou medaili ve dvouhře a také v soutěži družstev, má také stříbrnou medaili z Mistrovství světa v roce 2021 z dvouhry.
Na LOH 2024 vyřadil světovou jedničku, Číňana Wang Čchu-čchina, ve finále ale nakonec prohrál s dalším Číňanem, Fan Čen-tungem. V soutěži družstev získal společně s Antonem Källbergem a Kristianem Karlssonem také stříbrnou medaili, ve finále podlehli čínskému družstvu (Fan Čen-tung, Ma Lung a Wang Čchu-čchin).